# فريبورز رئیس دانا
فريبورز رئیس‌دانا (بالفارسية: فریبرز رئیس‌دانا)، (1948 - 16 مارس 2020)، كان اقتصادي إيراني الجنسية واشتراكي وناشط وبروفيسور وعضو في رابطة الكتاب الإيرانيين (الفارسية: کانون نویسندگان ایران). وهو مؤلف للعديد من المقالات والكتب، ومنها اقتصاديات التنمية التطبيقية؛ النقود والتضخم؛ الاقتصاد السياسي للتنمية والعولمة.
اعتقل في تاريخ 21 مارس 2012 في مدينة طهران بعد انتقاده لخطة إصلاح الدعم الإيراني في مقابلة مع بي بي سي فارسي، وحكم عليه بالسجن لمدة عام واحد في سجن إيفين، بسبب سلسلة من التهم التي تشمل: «العضوية في رابطة الكاتبين، وإعداد إعلانات تحريضية ضد النظام، وإجراء مقابلات مع هيئة الإذاعة البريطانية (بي بي سي: BBC) و في.أو.ا (VOA)، واتهام الجمهورية الإسلامية الإيرانية بإساءة معاملة السجناء وإجراء محاكمات عرضية وشكلية». احتج العديد من الأفراد والجمعيات، مثل؛ رابطة الكتاب الإيرانيين، وجمعية الشرق الأوسط الاقتصادية، والمدافعون عن حقوق العمال، ضد اعتقاله.
توفي رئیس‌دانا في تاريخ 16 مارس 2020 ،في مستشفى طهران بارس؛ وكان ذلك بسبب مضاعفات ناتجة عن مرض فيروس كورونا 2019. كان قد امضى فترة ستة أيام في المستشفى قبل وفاته.